# Jan Malík
Jan Malík (15. února 1904, Příbram – 24. července 1980, Praha) byl český loutkář. Byl jedním z předních iniciátorů založení loutkářské katedry Divadelní fakulty AMU v Praze, kde následně sám také přednášel, a to režii a dějiny loutkového divadla. Právě on se zasloužil o obnovení činnosti mezinárodní loutkářské organizace UNIMA stejně jako o založení dodnes fungujícího Muzea loutkářských kultur v Chrudimi, kde je též vystavena jeho soukromá sbírka.

## Život
Jan Malík se narodil 15. února 1904 v Příbrami, v rodině učitele na chlapecké škole Jana Malíka a jeho manželky Františky, rozené Klosové. Vystudoval klasickou filologii na Filozofické fakultě Univerzity Karlovy. Dne 1. července 1930 získal titul PhDr. Dva roky působil jako pedagog – profesor reálného gymnázia v Praze XVI (Smíchov), od listopadu 1930 byl profesorem gymnázia v Novém Jičíně.
Dne 20. prosince 1930 se v Praze oženil s Mimi Topinkovou (civilní sňatek).
Do roku 1945 byl zaměstnán ve Státním statistickém úřadu. Poté pracoval na ministerstvu informací a v roce 1949 založil Ústřední loutkové divadlo a stal se jeho ředitelem.
Zemřel 24. července 1980 v Praze.

## Dráha loutkáře
V Praze to bylo Poprvé se jako amatérský loutkoherec angažoval v roce 1923 v libeňském Sokolu. Ještě koncem 20. let, tedy v době studií na Karlově univerzitě, se začal projevovat Malíkův zájem o loutkové divadlo i v rovině teoretické, a tak se nedlouho poté stal sekretářem předsedy "Loutkářského soustředění" a šéfredaktora časopisu Loutkář Jindřicha Veselého. Svou činnost ale dále rozvíjel a již od 30. let se věnoval také režii a autorským textům (i ve světě úspěšná hra Míček Flíček se inspirovala pohádkou o Budulínkovi a motivem z Ladova Mikeše, kde titulní hrdina také uteče z domova poté, co rozbije hrnek). V jeho osobnosti se snoubilo nejen umělecké cítění a nadání, ale také dobré organizační schopnosti, kterých v oblasti loutkového divadla v dalších letech hojně využil. Vedle zmiňovaného Sokola se jeho působiště rozrostlo a v letech 1934–1939 působil také jako režisér Loutkového divadla Umělecké výchovy v Praze-Vinohradech.
V Libni v roce 1939 spolu s dalšími amatérskými loutkáři, z jejichž řad pak vyšlo několik zakladatelů a budoucích členů již profesionálního souboru Ústředního loutkového divadla v Praze (ÚLD), založil Skupinu PULS (Pražská Umělecká Loutková Scéna).

### Ústřední loutkové divadlo v Praze
Dne 27. září 1949 Malík založil Ústřední loutkové divadlo (ÚLD) v Praze. ÚLD se stalo jednou z prvních profesionálních loutkových scén v celém tehdejším Československu. Malík zakládal ÚLD se svými spolupracovníky z velké míry po vzoru Ústředního loutkového divadla Sergeje Obrazcova v Moskvě. Nutno zmínit, že Obrazcov měl na Malíka mimořádný vliv. Právě na základě zkušeností z Obrazcovova divadla Malík provedl modernizaci českého loutkářství – zasadil se o používání nových typů loutek, především „javajek“, které nahradily tradiční lidové marionety. Tento počin bývá někdy označován jako tzv. tyčková revoluce.
Svou činnost zahájilo Ústřední loutkové divadlo dne 26. února 1950 premiérou hry Aloise Jiráska Pan Johanes.
Malík byl až do roku 1966 vůdčí osobností divadla. Byl v podstatě výhradním režisérem všech inscenací, které z valné většiny realizovat s hlavním výtvarníkem divadla Vojtěchem Cynibulkem. Právě Cynibulk výrazným způsobem ovlivnil a nasměroval výtvarný profil divadla. Vedle něj tu však působili i další výtvarníci – za všechny jmenujme alespoň Václava Havlíka.